# José Mário Scalon Angonese
José Mário Scalon Angonese (Unistalda, 1º giugno 1960) è un arcivescovo cattolico brasiliano, dal 2 maggio 2024 arcivescovo metropolita di Cascavel.

## Biografia
È nato il 1º giugno 1960 a Unistalda da Roberto Antônio Angonese ed Henrica Scalon Angonese.

### Formazione e ministero sacerdotale
Dopo aver studiato filosofia e teologia presso il seminario maggiore di Viamão dell'arcidiocesi di Porto Alegre è stato ordinato presbitero il 16 dicembre 1989 dal vescovo di Santa Maria José Ivo Lorscheiter.
Ha conseguito la laurea in filosofia, con specializzazione in psicologia dell'educazione presso la facoltà di filosofia di Canoas. 
Successivamente è stato dapprima direttore spirituale dal 1991 al 1998 e poi rettore del seminario minore São José dal 1999 al 2001.

### Ministero episcopale
Il 20 febbraio 2013 papa Benedetto XVI lo ha nominato vescovo ausiliare di Curitiba, assegnandogli la sede titolare di Giufi. Ha ricevuto l'ordinazione episcopale il 28 aprile successivo nella basilica minore di Nostra Signora Mediatrice di Ogni Grazia di Santa Maria dall'arcivescovo metropolita di Curitiba Moacyr José Vitti, co-consacranti l'arcivescovo di Santa Maria Hélio Adelar Rubert e il vescovo di Rio Grande José Mário Stroeher.
Il 31 maggio 2017 è stato nominato vescovo di Uruguaiana.
Nel 2019 è stato eletto dai membri del consiglio permanente della Conferenza nazionale dei vescovi del Brasile a far parte della Commissione episcopale per i laici ed è stato rieletto nel giugno 2023 per il quadriennio 2023-2027.
Il 2 maggio 2024 papa Francesco lo ha promosso arcivescovo metropolita di Cascavel, succedendo a Adelar Baruffi, ritiratosi per raggiunti limiti d'età. Il 9 giugno successivo ha preso possesso dell'arcidiocesi.

## Genealogia episcopale
La genealogia episcopale è:
- Cardinale Scipione Rebiba
- Cardinale Giulio Antonio Santori
- Cardinale Girolamo Bernerio, O.P.
- Arcivescovo Galeazzo Sanvitale
- Cardinale Ludovico Ludovisi
- Cardinale Luigi Caetani
- Cardinale Ulderico Carpegna
- Cardinale Paluzzo Paluzzi Altieri degli Albertoni
- Papa Benedetto XIII
- Papa Benedetto XIV
- Cardinale Enrico Enriquez
- Arcivescovo Manuel Quintano Bonifaz
- Cardinale Buenaventura Córdoba Espinosa de la Cerda
- Cardinale Giuseppe Maria Doria Pamphilj
- Papa Pio VIII
- Papa Pio IX
- Cardinale Alessandro Franchi
- Cardinale Giovanni Simeoni
- Cardinale Antonio Agliardi
- Cardinale Basilio Pompilj
- Cardinale Adeodato Piazza, O.C.D.
- Cardinale Sebastiano Baggio
- Arcivescovo Pedro Antônio Marchetti Fedalto
- Arcivescovo Moacyr José Vitti, C.S.S.
- Arcivescovo José Mário Scalon Angonese